# Víctor Varela López
Víctor Gabriel Varela López (Distrito Federal, 20 de abril de 1973) es un político mexicano, miembro del Movimiento de Regeneración Nacional (MORENA), anteriormente siendo militante del Partido de la Revolución Democrática. Ha sido diputado federal y local.
Es miembro de la organización social Unión Popular Revolucionaria Emiliano Zapata, como miembro del PRD desempeñó como presidente de Comité de Base y consejero estatal, de 2003 a 2006 fue diputado a la Asamblea Legislativa del Distrito Federal. En 2006 fue elegido diputado federal por el Distrito 22 del Distrito Federal a la LX Legislatura de 2006 a 2009. En la elección obtuvo el 67.06% de los votos emitidos, siendo la mayoría más absoluta de todos los distritos electorales federales del Distrito Federal.
Dentro de sus iniciativas más controvertidas se encuentra una iniciativa para legalizar la Eutanasia en el Distrito Federal, además de apoyar la también controvertida Ley de Sociedades en Convivencia.
Recibió atención de los medios de comunicación cuando el 28 de noviembre de 2006 durante el enfrentamiento de diputados panistas y perredistas por el control de la Tribuna de la Cámara de Diputados, intentó subir a la zona controlada por los panistas y fue rechazado en parte a botellazos por la diputada del PAN Violeta Lagunes Viveros.
En 2009 fue elegido diputado federal por el XXVI Distrito Electoral Local del Distrito Federal a la Asamblea Legislativa del Distrito Federal para el periodo que concluye en 2012.
Entre 2018 y 2024 se desempeñó como diputado federal por el distrito 22 de la Ciudad de México por MORENA. En 2024 fue electo para ser diputado local en el congreso de la Ciudad México por el distrito 27 con el 71% de los votos, siendo el diputado más votado de la ciudad. En la III Legistatura forma parte de la bancada del Partido Verde.